# Delfingen
Delfingen ist ein französischer Automobilzulieferer.
Zum Produktportfolio zählen Schutzverkleidungen für Kabel und Schläuche, Kunststoff- und Metallleitungen und Sicherheitsgurte. Delfingen wurde 1954 durch den Schweizer Emile Streit aus Radelfingen als SOFANOU (kurz für: Société de Fabrication Nouvelle), einem Hersteller von Kunststofftüten, gegründet. Erst im Jahr 1983 wurde die Fabrikation von Plastiktüten eingestellt, um einer neuen Fokussierung auf die Produktion von Fahrzeugteilen Rechnung zu tragen. 2007 firmierte das Unternehmen in Delfingen-SOFANOU um, der Untertitel SOFANOU sollte über die Jahre wegfallen. Delfingen ist heute ein börsennotiertes Unternehmen, jedoch befinden sich über 66 % der Stimmanteile weiterhin in der Hand der Gründerfamilie. Das Unternehmen war ehemals Bestandteil des CAC-Small-Index.
Am 1. September 2020 gab das Unternehmen bekannt, Teile des deutschen Zulieferers Schlemmer zu übernehmen. Im Detail handelt es sich dabei um die Standorte in Europa und Afrika. Die Schlemmer-Werke in Asien wurden an die Fengmai-Ningbo Huaxian Gruppe veräußert. Damit gingen fünf Standorte und etwa 1.000 Mitarbeiter zu Delfingen über. In den Produktionsstandort in Haßfurt will das Unternehmen investieren und diesen zum Leitwerk für neue Technologien innerhalb der Gruppe ausbauen. In Asien hatte Schlemmer zwölf Werke und etwa 2.100 Beschäftigte.
Im April 2023 übernahm Delfingen die Deutsche REIKU GmbH.